# واد السبع
وادي السبع بلدية جزائرية في دائرة رأس الماء التابعة لولاية سيدي بلعباس شمال غرب الجزائر.